# Шубкино (Новосибирская область)
Шу́бкино — село в Тогучинском районе Новосибирской области. Входит в состав Кудельно-Ключевского сельсовета.

## География
Площадь села — 60 гектаров.

## Население
| 2002 | 2007 | 2010 |
| ---- | ---- | ---- |
| 236  | ↗240 | ↘170 |

## Инфраструктура
В селе по данным на 2007 год функционируют 1 учреждение здравоохранения.